# Thor Pedersen

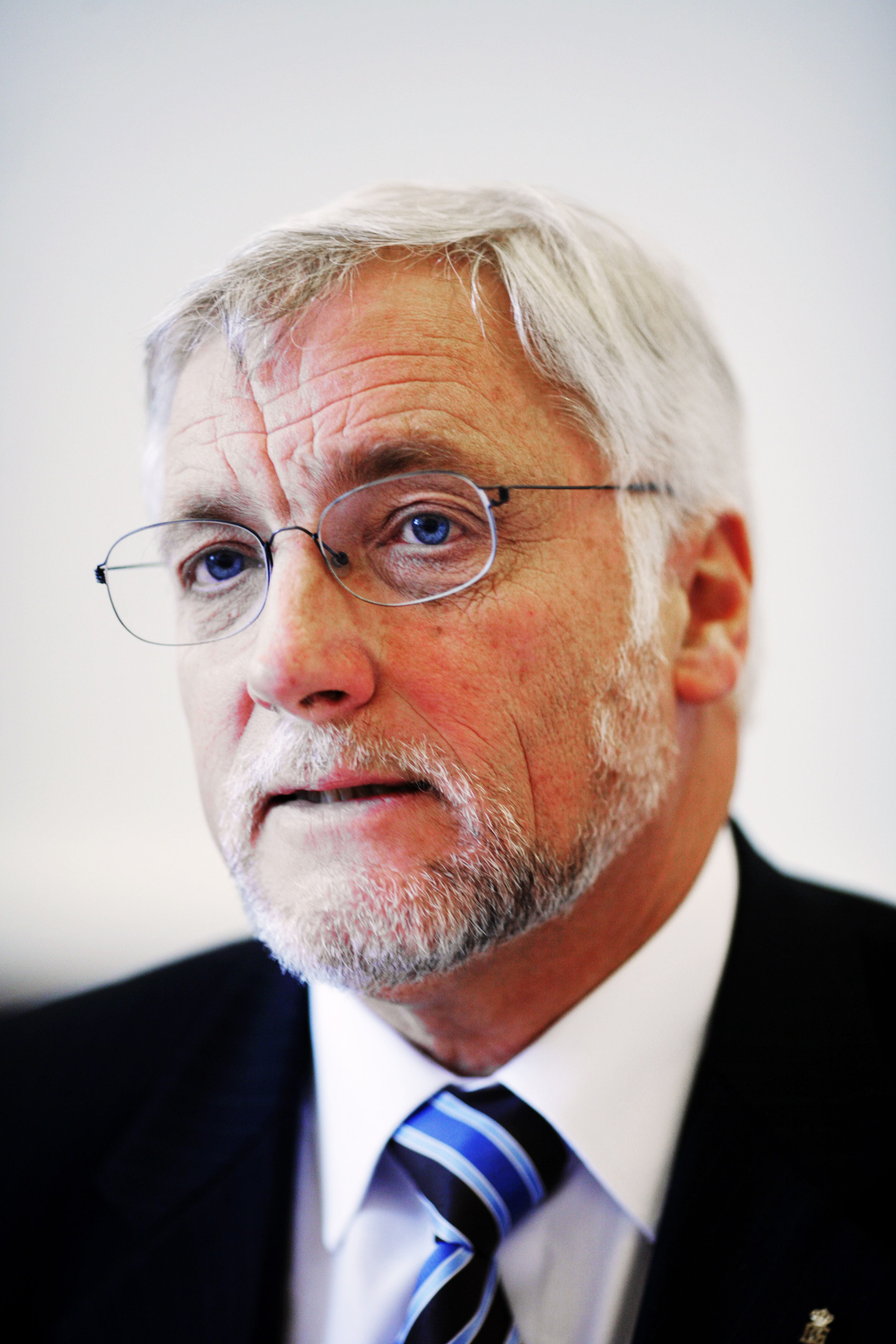
Thor Pedersen

Thor Pedersen (* 14. Juni 1945 in Gentofte) ist ein rechtsliberaler dänischer Politiker, ehemaliger Minister und von 2007 bis 2011 Präsident des dänischen Parlaments.

## Leben
Pedersen studierte Politikwissenschaft an der Universität Kopenhagen und erhielt dort 1978 seinen Master.
1974 bis 1986 war er Mitglied der Gemeindevertretung von Helsinge und hatte in dieser Zeit von 1978 bis 1986 das Amt des Bürgermeisters inne. Pedersen war von Januar 1985 bis September 2011 Abgeordneter im Folketing. Im Laufe seiner politischen Karriere hatte er diverse Ministerposten inne. So war Pedersen vom 12. März 1986 bis zum 10. September 1987 Minister für Wohnungsbau, vom 10. September 1987 bis zum 25. Januar 1993 Innenminister, vom 3. Juni 1988 bis zum 18. November 1992 Minister für Nordische Kooperation, vom 19. November 1992 bis zum 25. Januar 1993 Wirtschaftsminister sowie vom 27. November 2001 bis zum 23. November 2007 Finanzminister.
Vom 28. November 2007 bis 4. Oktober 2011 war er Präsident des Folketings.